# Chavannes-près-Renens
Chavannes-près-Renens és un municipi del cantó suís del Vaud, situat al districte de l'Ouest lausannois.